# Rerum Ecclesiae
Rerum Ecclesiae, en español, De las cuestiones de la Iglesia, es la 7.ª encíclica de Pío XI, datada el 28 de febrero de 1926 y que versa sobre la acción misionera de la Iglesia.

## Contexto histórico
En 1882, gracias en parte por la labor y apoyo de Pauline-Marie Jaricot a los Padres de las Misiones Extranjeras de París, se fundó en esa ciudad la Sociedad para la Propagación de la Fe. Cincuenta años después, en 1922, el papa Pío XI, declarò pontificia esa sociedad, que fue traslada a Roma, integrándola en mayo de ese mismo año en las Obras Misionales Pontificias, con implantación en todas las diócesis del mundo.

## Contenido
Rerum Ecclesiae gestarum memoriam animo intento qui repetant, fugere eos nequaquam potest, inde a prioribus reparatae salutis aetatibus, eo praecipuas curas cogitationesque Romanorum Pontificum fuisse conversas, ut evangelicae lucem doctrinae christianaeque humanitatis beneficia populis «in tenebris et in umbra mortis» sedentibus, nullis unquam difficultatibus impedimentisque deterriti, impertirent.
Salta a la vista de cuantos reflexionan sobre los hechos que nos presenta la historia de la Iglesia que, ya desde la aurora misma de la aurora de nuestra Redención, los pensamientos y cuidados preferentes de los Papas se encaminaron a llevar, a una con la luz de la doctrina evangélica, los beneficios de la civilización cristiana a los pueblos que yacían «en las tinieblas y sombras de muerte», sin arredrarse jamás ante obstáculos ni dificultades algunas.
Inicio de la encíclica Rerum Ecclesiae

### Interés de la Iglesia por las misiones
Con este inicio el papa pasa a recordar el esforzado y, en ocasiones heroico, realizado desde la fundación de la Iglesia para al propagación del evangelio, se refiere luego especialmente al trabajo desarrollado en los últimos años por las asociaciones consagradas a las misiones, que además han contado con el impulso de la carta apostólica Maximum illud, de Benedicto XV, del 30 de noviembre de 1919. El papa explica que, desde el inicio de su pontificado, ha continuado impulsando las misiones, pero considera que aún faltan dos cuestiones

entrambas no sólo convenientes, sino necesarias e íntimamente ligadas entre sí. A saber: por una parte, que las levas de los misioneros, enviados a tierras tan inmensas y sin límites, sean en número mayores y mejorando todavía más la formación de diversos conocimientos. 
Por otra parte, que los fieles se persuadan a su vez que también ellos deben concurrir a una empresa tan santa y provechosa con verdadero entusiasmo, con oraciones continuas ante Dios y con generoso desprendimiento.
Encíclica Rerum Ecclesiae AAS vol. 18 p. 66

Por esto tras exponer la obligación que incumbe a todos los fieles cristianos en la evangelización de los infieles, como una manifestación de amor al prójimo y del agradecimiento a Dios por el don de la fe, la encíclica expone las obligaciones que corresponden a los obispos y sacerdotes y las cuestiones que han de cuidarse especialmente en las misiones.

### Obligaciones de los obispos y sacerdotes
Todos los files deben sentirse corresponsables con el Papa en la propagación del evangelio, pero esta obligación incumbe de un modo especial a los obispos. Ante todo moviendo a todos los fieles a rezar pidiendo "Al Señor de la mies que envíe obreros a su campo (Mt 9,38), en este sentido el papa sugiere que se añada al rezo del rosario y a otras preces la petición por las misiones.
Estos medios sobrenaturales y la atención de los fieles debe apoya el fomento de vocaciones misioneras, sabiendo descubrir y orientar a los que den muestras de vocación para esta tarea; también a los sacerdotes de la propia diócesis que se sientan inclinados a este apostolado, aunque esto suponga una merma en el clero de la diócesis.
Por último, en la encíclica el papa anima a los obispos para que promuevan en su diócesis las Obras Misionales Pontificias, estableciendo o apoyando, si ya existe, la Unión Misional del Clero, a través de la cual se impulsará la oración por la misiones. Además, desde todas las diócesis se deben apoyar, mediante las oportunas colectas, la Obra de la Propagación de la Fe, la Obra de las Santa Infancia y la Obra de San Pedro Apóstol.

### Normas para la organización y cuidado de las misiones
En el resto de la encíclica el papa da orientaciones para labor pastoral que se encomienda a los vicarios y prefectos apostólicos que gobiernan las estructuras jerárquicas establecidas por la Iglesia en las zonas de misión. 
Ante todo señala la necesidad de promover el clero nativo, cuidando su formación en seminarios que han de construirse en las tierras de misión. refiriéndose al papel a que está llamado este clero insiste: 

Diremos más: aun para nuevos avances es de mucha mayor importancia el clero indígena de lo que algunos se imaginan. Porque —son palabras de nuestro predecesor—, «es indecible lo que vale, para infiltrar la fe en las alma de los naturales, el contacto de un sacerdote indígena del mismo origen, carácter, sentimientos y aficiones que ellos, ya que nadie puede saber como él insinuarse en sus almas. Y así, a veces sucede que se abre a un sacerdote indígena sin dificultad la puerta de una Misión cerrada cualquier otro sacerdote extranjero»
Encíclica Rerum Ecclesiae AAS vol. 18 p. 75

Llama también la atención sobre la importancia que tiene cuidar y promover entre los nuevos bautizados vocaciones a las órdenes y congregaciones religiosas; considerando también si en algunos casos puede ser ventajoso la fundación de Congregaciones de indígenas, acomodadas a las necesidades y circunstancias propias de cada país. Por otra parte, dará gran fruto multiplicar el número de catequistas que ayudarán a que los nuevos cristianos profundicen en la doctrina. Por último no hay que olvidar el fruto sobrenatural que proporcionará la introducción en los territorios de misión de órdenes contemplativas. 
Distribución de los misioneros por el territorio de la misión, situándolos en lugares estratégicos, desde los que puedan visitar a los pueblos de la zona en los que podrá haber una iglesia, que tendrá a su frente un catequista. En la atención de esa zona deben ganarse a los indígenas, con los medios que utilizó el Divino Maestro: «Curó a todos los enfermos» (Mt 8,16); «y le siguieron muchos y los curó a todos» (Mt 12,15); «compadeciéndose de ellos curó sus enfermos» (Mt 14,14), teniendo en cuenta que   

Esto mismo mandó hacer a sus discípulos, dándoles poder para ello: «Y en cualquier ciudad donde entrareis… curad los enfermos que en ella hubiese y decidles: ha llegado a vosotros el Reino de Dios» (Lc 10,8-9); «y saliendo recorrían todos los pueblos, evangelizando y curando en todas partes» (Lc 9,6)

Tengan también la amabilidad de Jesús para con los niños y pequeñuelos, que, cuando les reñían los apóstoles, Él les mandaba que no les impidiesen llegarse a Él.
Encíclica Rerum Ecclesiae AAS vol. 18 p. 80

Concluye el papa la encíclica encomendando a María Santísima, Reina de los Apóstoles la labor de las misiones, y transmitiendo a los obispos, al clero y al pueblo la bendición apostólica. 